# 危险边缘
《危险边缘》（英語：Jeopardy!）是由梅夫·格里芬在1964年创建的美国的电视智力竞赛节目。就像同一类的其它节目，节目涵盖了历史、语言、文学、艺术、科技、流行文化、体育、地理、文字游戏等多方面内容。然而，与这些节目不同的是，《危险边缘》采取一种独特的问答形式：参赛者须根据以答案形式提供的各种线索，以问题的形式作出正确的回答。
该节目在美国已有超过四十年的播放历史，總集數超過8000集。节目最初在1964年3月30日在美国国家广播公司播出，在1975年1月3日以前一直是电视网中的日间节目。节目的一个联合媒体的夜间版本在1974年9月9日开播并持续到1975年9月5日。节目多年后重新播出的版本《全新的危险边缘》（英語：All-New Jeopardy!）于1978年10月2日作为一个日间节目开播并持续到1979年3月2日。这三个版本的《危险边缘》均由阿特·佛萊明主持，邓·帕多在前两个节目中担任旁白，约翰·哈尔在1978-79年的节目中担任旁白。
1984年9月10日，《危险边缘》作为每日的联合媒体的系列节目重新播出，亚历克斯·特里贝克担任主持，约翰·尼吉尔伯特担任播报员。自开播以来，这一版本的节目已创纪录地获得了30次日间时段艾美奖和1次皮博迪奖，电视指南和竞赛节目电视网都把它评为有史以来第二伟大的竞赛节目。另外，该节目也在全球大受欢迎，在许多国家都拥有其改编版本。
现在这一版本的节目由索尼影视电视公司（原为哥伦比亚三星电视公司，最初的制片商梅夫·格里芬公司的继任者）制作，版权由一个独立的危险边缘制作责任有限公司（与SPT均为索尼影视娱乐公司（SPE）的子公司）持有。美國版的發行權由派拉蒙環球的聯合部門持有。 此版本的國外發行和格式的權利由派拉蒙國際網絡公司控制，該公司與索尼共同製作所有國際版本。。索尼影视家庭娱乐公司拥有节目的DVD分销权，尽管它只发行了一部五集的现今节目最值得纪念片段的集锦。《危险边缘》第39季的首集于2022年9月12日播出。
本节目自1964年开播至今，不断演化出各种的形式和版本。比赛一般分为三轮：危险边缘、第二危险边缘、终极危险边缘，每一期节目有三名选手参加。
2019年3月6日，特雷貝克宣布他正在接受胰腺癌治療，並在治療期間繼續主持該節目。 2020 年 10 月 29 日，特雷貝克繼續與癌症作鬥爭，錄製了第 37.75 集，索尼計劃讓他錯過 11 月初的錄音以接受進一步治療，並任命肯·詹寧斯為臨時主持人。
詹寧斯原定於 11 月 8 日與工作人員一起練習，11 月 9 日至 10 日錄製 10 集。 該節目的製作人麗莎·布羅夫曼 在 2023 年 8 月的播客中回憶了這一天：
我們原計劃讓肯·詹寧斯於2020 年11 月8 日來排練。所以我們有一個工作人員，那天早上，監製羅伯特·施密特 (第二季的兩天冠軍）打電話給我說，'亞歷克斯·特雷貝克今天早上去世了。
英文原文:  We had planned on having Ken come in to rehearse on November 8th, 2020. So we had a crew in, and that morning, Rocky Schmidt called me and said, "He's gone."  So we canceled the rehearsal day.
索尼推遲了詹寧斯第一集的錄製，並於 2020 年 11 月 23 日正式宣布，從 11 月 30 日開始錄製六週的劇集，一直持續到 12 月。 為了避免原定12 月25 日播出的特雷貝克最後一集因轉播該節目的當地廣播電台搶先而出現問題，該節目於2020 年12 月18 日後中斷兩週，於2020 年12 月18 日恢復播出。（由於該節目是聯合播出的，一些當地附屬機構是美國廣播電台，在聖誕節當天轉播職業籃球比賽，而福克斯廣播電台的一些附屬機構則致力於當天的橄欖球比賽。索尼主要擔心的是這是特雷貝克錄製的最後一集，並且這些電視台可能不會播放特雷貝克的最後一集。) 2021 年1 月4 日。特雷貝克的最後一集於 2021 年1 月8 日播出，詹寧斯的30 集中的第一集於2021 年1 月11 日播出。從 2021年1 月開始的劇集錄製，每次使用客座主持人兩週（兩個錄製日）一週內），最後四週由主持人錄製一週。 著名的嘉賓主持人包括穆罕默德·奧茲、亞倫·羅傑斯、馬伊姆·拜力克、薩凡納·格思裡、勒瓦爾·伯頓和喬·巴克。
2021 年 8 月 11 日，執行製片人邁克·理查茲 被任命為主持人，但在其之前在盧森堡廣播電視集團工作的訴訟和行為被揭露後，於 2021 年 8 月 19 日獲釋。 理查茲離開後，马伊姆·拜力克被正式任命為主持人，並擔任2021-22 賽季的官方主持人，並由2004 年該節目七十四場比賽獲勝者肯·詹寧斯擔任替補。 詹寧斯從2022 年9 月開始被任命為官方候補主持人。拜力克在2023 年5 月好萊塢停工期間離開了節目，她的最後一場比賽於2023 年6 月30 日播出。詹寧斯於2023 年12 月15 日被正式任命為獨奏遊戲節目主持人。